# Паланка (Дрокиевский район)
Паланка (рум. Palanca) — село в Дрокиевском районе Молдавии. Является административным центром коммуны Паланка, включающей также сёла Новая Холошница и Новые Шальвиры.

## География
Село расположено на высоте 170 метров над уровнем моря.

## Население
По данным переписи населения 2004 года, в селе Паланка проживает 328 человек (153 мужчины, 175 женщин).
Этнический состав села:
| Национальность | Число жителей | Процентный состав |
| -------------- | ------------- | ----------------- |
| молдаване      | 322           | 98.17             |
| украинцы       | 4             | 1.22              |
| русские        | 1             | 0.3               |
| прочие         | 1             | 0.3               |
| Всего          | 328           | 100%              |